# Großsteingräber bei Grabowhöfe
Die Großsteingräber bei Grabowhöfe sind drei megalithische Grabanlagen der jungsteinzeitlichen Trichterbecherkultur bei Grabowhöfe im Landkreis Mecklenburgische Seenplatte (Mecklenburg-Vorpommern). Sie tragen die Sprockhoff-Nummern 425–427. Grab 3 wurde 1951 archäologisch untersucht.

## Lage
Die Gräber befinden sich etwa 1,8 km südlich von Grabowhöfe im südwestlichen Zipfel eines Waldstücks. Grab 1 liegt an der Waldkante direkt an einer Straße. Grab 2 befindet sich 120 m westsüdwestlich hiervon und Grab 3 liegt 60 m südsüdwestlich von Grab 2. 2,8 km westlich lag das Großsteingrab Heidenkirchhof.

## Beschreibung

### Grab 1
Grab 1 besitzt ein ost-westlich orientiertes rechteckiges Hünenbett mit einer ursprünglichen Länge von 23 m und einer Breite zwischen 6 und 7 m. Von der Umfassung sind nur noch sieben Steine erhalten, von denen drei in situ stehen. Die Grabkammer steht quer zum Hünenbett und ist nach Ernst Sprockhoff als erweiterter Dolmen, nach Ewald Schuldt hingegen als Großdolmen anzusprechen. An der östlichen Langseite sind drei Wandsteine zu erkennen, die tief im Erdreich stecken. An der westlichen Langseite steht der nördliche in situ, der angrenzende ist verschoben. Weitere Wandsteine sind hier nicht erkennbar. Auch die beiden Abschlusssteine lassen sich nicht ausmachen. Von den Decksteinen ist nur einer erhalten. Er liegt verschoben. Die Maße der Kammer lassen sich nicht sicher bestimmen und wurden von Sprockhoff auf 3 m Länge und 1,4 m Breite geschätzt.

### Grab 2
Grab 2 besitzt eine flache Hügelschüttung. Diese birgt eine nordost-südwestlich orientierte Grabkammer, bei der es sich um einen erweiterten Dolmen handelt. Die Kammer hat eine Länge von 3 m und eine Breite von 1,4 m. Sie besaß ursprünglich jeweils einen langen und einen kurzen Wandstein an den Langseiten sowie je einen Abschlussstein an den Schmalseiten. Fünf dieser Steine stehen noch in situ. Der lange Wandstein der Nordwestseite fehlt hingegen. Möglicherweise handelt es sich hierbei um einen nördlich der Kammer liegenden verschleppten Stein mit einer Länge von 1,4 m und einer Breite von 1 m. Der südwestliche Abschlussstein dürfte einen Zugang zur Kammer freigelassen haben.

### Grab 3
Bei Grab 3 handelt es sich um einen nord-südlich orientierten Urdolmen. Die Kammer hat eine Länge von 2 m, eine Breite zwischen 0,75 und 0,9 m sowie eine Höhe von 0,95 m. Sie besteht aus drei großen Wandsteinen und hat einen Zugang an der Nordseite. Der westliche Wandstein ist 1,7 m lang und 0,7 m dick. Der östliche Wandstein ist 1,8 m lang und 0,3 m dick. Der südliche Abschlussstein hat eine Länge von 1 m und eine Dicke von 0,35 m. Der Zugang an der Nordseite besteht aus zwei schmalen Wandsteinen, einem Schwellenstein und einer Verschlussplatte. Der westliche Träger ist 0,4 m breit und 0,3 m dick, der östliche ist 0,6 m breit und 0,35 m dick. Beide sind 0,95 m hoch. Der Schwellenstein hat eine Länge von 0,8 m, eine Dicke von 0,11 m und eine Höhe von 0,45 m. Die Verschlussplatte ist 0,7 m lang, 0,5 m hoch und 0,05 m dick. Östlich des Grabes liegt verschleppt der 1,3 m lange, 1,2 m breite und 0,85 m dicke Rest eines Decksteins.
Bei einer Untersuchung des Grabes im Jahr 1951 wurde ein Bodenpflaster aus Sandsteinplatten festgestellt. Darauf lag ein menschliches Skelett in gestreckter Lage mit dem Kopf im Süden.